# 757

## Decese
- Ibn al-Muqaffa', prozator persan de limbă arabă și traducător (n.c. 721)